# Amphiprion mccullochi
Amphiprion mccullochi là một loài cá hề thuộc chi Amphiprion trong họ Cá thia. Loài này được mô tả lần đầu tiên vào năm 1929.

## Từ nguyên
Từ định danh được đặt theo tên của nhà sinh vật học người Úc Allan Riverstone McCulloch, người đã thu thập mẫu gốc của loài cá này.

## Phạm vi phân bố và môi trường sống
A. mccullochi là một loài đặc hữu của Úc, được ghi nhận tại đảo Lord Howe, rạn san hô Middleton và rạn san hô Elizabeth trên biển Tasman. Loài này sinh sống gần các rạn đá ngầm và trong đầm phá ở độ sâu đến ít nhất là 45 m.
A. mccullochi sống cộng sinh với một loài hải quỳ duy nhất là Entacmaea quadricolor.

## Mô tả

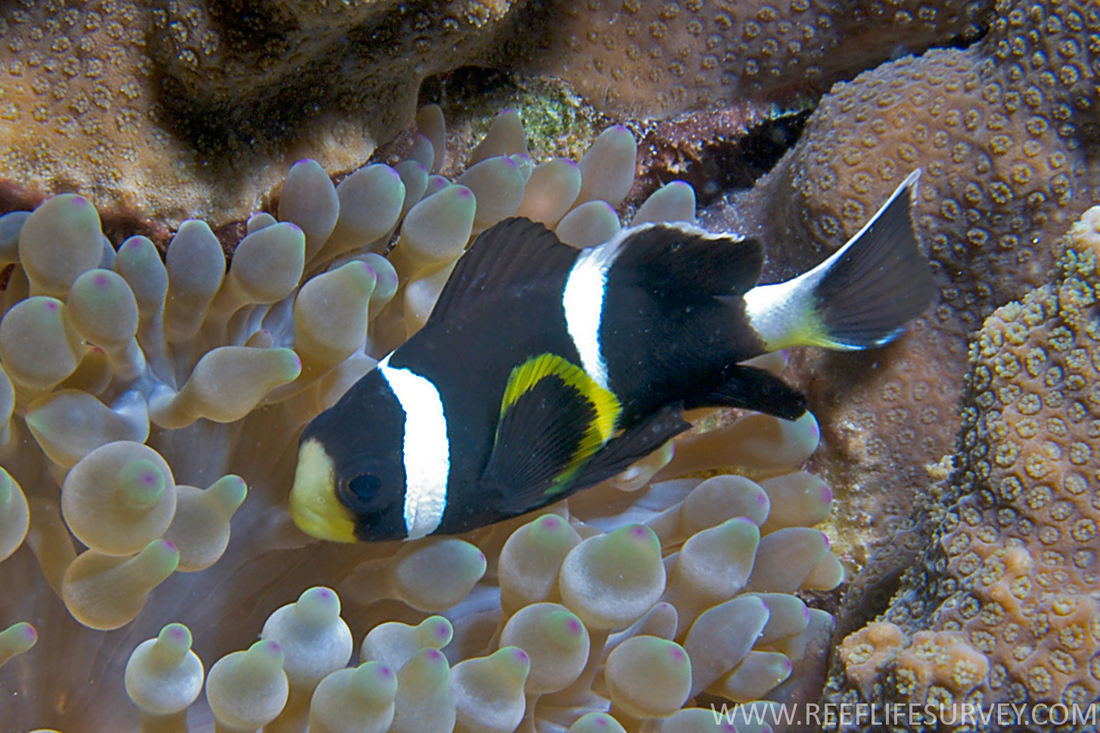
Cá con

A. mccullochi có chiều dài cơ thể tối đa được ghi nhận là 12 cm. A. mccullochi có màu nâu sẫm, trừ phần mõm và vây đuôi màu trắng. Mỗi bên đầu có một vệt trắng (hai vệt này nối với nhau qua đỉnh đầu ở cá con). Cá con có màu đen (kể cả các vây) với ba dải trắng, rìa vây đuôi có màu trắng và chóp vây ngực có màu vàng.
Số gai ở vây lưng: 9; Số tia vây ở vây lưng: 15–17; Số gai ở vây hậu môn: 2; Số tia vây ở vây hậu môn: 13–14.

## Sinh thái học
Như những loài cá hề khác, A. mccullochi cũng là một loài lưỡng tính tiền nam (cá cái trưởng thành đều phải trải qua giai đoạn là cá đực) nên cá đực có kích thước nhỏ hơn cá cái. Một con cá cái sẽ sống thành nhóm cùng với một con đực lớn (đảm nhận chức năng sinh sản) và nhiều con đực nhỏ hơn. Trứng được cá đực lớn bảo vệ và chăm sóc cho đến khi chúng nở.
A. mccullochi và Amphiprion akindynos đã lai tạp với nhau từ rất lâu trước đây dựa trên các bằng chứng di truyền.

## Thương mại
A. mccullochi được đánh bắt bởi những người thu mua cá cảnh.